# Kościół św. Józefa w Bielinie
Kościół św. Józefa w Bielinie – katolicki kościół filialny zlokalizowany we wsi Bielin w gminie Moryń, w powiecie gryfińskim (województwo zachodniopomorskie). Należy do parafii Chrystusa Króla w Witnicy.

## Historia i architektura
Kościół, murowany z kamienia narzutowego, wzniesiony został na przełomie XV i XVI wieku. Jest to budowla salowa, sytuowana na planie prostokąta, bez wyodrębnionego prezbiterium i wieży. Kryty jest dwuspadowym dachem. W narożnikach znajdują się niewielkie sterczyny. W XIX wieku kościół został przebudowany, od strony południowej dobudowana wówczas została zakrystia. W ścianie północnej znajduje się nowożytne wejście z dwuskrzydłowymi drzwiami. Oryginalny, gotycki portal z profilowanej cegły, zamknięty ostrym łukiem, zachował się w ścianie zachodniej. Szczyt ściany wschodniej, murowany z cegły i ozdobiony blendami, został przemurowany w XVIII wieku.
Wnętrze kościoła nakrywa drewniany strop. Na ścianie zachodniej znajduje się empora chórowa. Teren wokół kościoła otoczony jest kamiennym murem. Znajduje się na nim pomnik z rzeźbą anioła, poświęcony Adelajdzie von Kahle.
Po II wojnie światowej kościół został konsekrowany jako świątynia katolicka w 1947 roku.